# Santo Tomás Ocotepec
Santo Tomás Ocotepec là một đô thị thuộc bang Oaxaca, México. Năm 2005, dân số của đô thị này là 3789 người.